# August van Weezel Errens
August Frederik Adolph van Weezel Errens (Den Haag, 23 augustus 1922 – Amersfoort, 9 augustus 1998) was Engelandvaarder.

## Oorlogsjaren
Toen de Tweede Wereldoorlog uitbrak, was Van Weezel pas 17 jaar. Hij dook onder bij de familie Zwolsman in Den Haag en vond later onderdak in Barneveld.
In het voorjaar van 1942 vertrok hij met Wim Henneman, ook uit Den Haag, naar Brussel, waar ze bij familie konden logeren. Vandaar ging de reis naar Parijs en met de trein naar Toulouse. Na de tocht over de Pyreneeën werden ze gearresteerd en naar Kamp Miranda de Ebro gebracht. Eerst kreeg hij rechtstreeks wat geld van de Nederlandse ambassade, later werd hij door de Amerikanen vrijgekocht. Via Gibraltar stak hij over naar Tunis, waar hij bij de Amerikaanse luchtmacht diende en tegen Rommel vocht.
Van Weezel had de pech dat zijn vliegtuig een keer 'te hard landde'  waarbij hij zijn nek brak. Hij werd naar Engeland gebracht en nadat hij hersteld was kwam hij bij de Britse Marine.

## Na de oorlog
Hij trouwde in 1946 in de Kapelkerk met Janna Marie Zwolsman, die in de Kapelstraat was geboren. Daarna vertrok hij als officier van de Koninklijke Marine op de Karel Doorman naar Nederlands-Indië. Hij kwam in 1948 terug, waarna twee zonen (1949 en 1953) werden geboren. Het gezin woonde op de Nieuwe Parklaan in Den Haag, en had een klein pension. Toen zijn gezondheid achteruit ging, verhuisde het echtpaar naar Amersfoort.

## Trivia
- Adolf van Weezel Errens (1866 - 1939), de schilder, was een oom van hem.